# Halterofilismo nos Jogos Olímpicos de Verão de 2008 - Até 58 kg feminino
A competição da categoria até 58 kg feminino de halterofilismo nos Jogos Olímpicos de Verão de 2008 realizou-se no dia 11 de agosto de 2008 no Ginásio da Universidade Beihang.
Marina Shainova, da Rússia, originalmente ganhou a medalha de prata, mas foi desclassificada em 31 de agosto de 2016 após a reanálise de seu teste antidoping confirmar o uso de estanozolol e turinabol.
As medalhas foram realocadas pela Federação Internacional de Halterofilismo.

## Recordes
Antes desta competição, os recordes mundiais da prova eram os seguintes:
| Recorde mundial  | Arranque  | CHN Chen Yanqing | 111 kg   | Doha, Qatar    | 3/dez/06  |
| Recorde mundial  | Arremesso | CHN Qiu Hongmei  | 141 kg   | Tai'an, China  | 23/abr/07 |
| Recorde mundial  | Total     | CHN Chen Yanqing | 251 kg   | Doha, Qatar    | 3/dez/06  |
| Recorde olímpico | Arranque  | CHN Chen Yanqing | 107,5 kg | Atenas, Grécia | 16/ago/04 |
| Recorde olímpico | Arremesso | Padrão olímpico  | 130 kg   |                |           |
| Recorde olímpico | Total     | CHN Chen Yanqing | 237,5 kg | Atenas, Grécia | 16/ago/04 |

## Medalhistas
| Ouro   | CHN Chen Yanqing   |
| Prata  | PRK O Jong-ae      |
| Bronze | THA Wandee Kameaim |

## Resultados
| Pos.              | Nome                      | Grupo | Peso  | Arranque (kg) | Arranque (kg) | Arranque (kg) | Arranque (kg) | Arremesso (kg) | Arremesso (kg) | Arremesso (kg) | Arremesso (kg) | Total (kg) |
| Pos.              | Nome                      | Grupo | Peso  | 1             | 2             | 3             | Res           | 1              | 2              | 3              | Res            | Total (kg) |
| ----------------- | ------------------------- | ----- | ----- | ------------- | ------------- | ------------- | ------------- | -------------- | -------------- | -------------- | -------------- | ---------- |
| Medalha de ouro   | CHN Chen Yanqing          | A     | 57,66 | 100           | 103           | 106           | 106           | 130            | 132            | 138            | 138            | 244        |
| Medalha de prata  | PRK O Jong-ae             | A     | 57,15 | 95            | 98            | 98            | 95            | 125            | 131            | 131            | 131            | 226        |
| Medalha de bronze | THA Wandee Kameaim        | A     | 57,25 | 95            | 98            | 100           | 98            | 125            | 128            | 129            | 128            | 226        |
| 4                 | ECU Alexandra Escobar     | A     | 57,82 | 96            | 96            | 99            | 99            | 120            | 124            | 127            | 124            | 223        |
| 5                 | ALB Romela Begaj          | A     | 57,56 | 95            | 98            | 100           | 98            | 110            | 115            | 118            | 118            | 216        |
| 6                 | POL Aleksandra Klejnowska | A     | 57,66 | 92            | 92            | 95            | 95            | 120            | 125            | 126            | 120            | 215        |
| 7                 | ROU Roxana Cocoș          | A     | 57,88 | 82            | 86            | 89            | 89            | 111            | 115            | 115            | 115            | 204        |
| 8                 | PUR Geralee Vega          | A     | 57,51 | 90            | 90            | 90            | 90            | 112            | 115            | 116            | 112            | 202        |
| 9                 | POL Marieta Gotfryd       | A     | 57,70 | 90            | 95            | 95            | 90            | 105            | 110            | 113            | 110            | 200        |
| 10                | PHI Hidilyn Diaz          | A     | 56,28 | 80            | 85            | 90            | 85            | 102            | 102            | 107            | 107            | 192        |
| 11                | SOL Wendy Hale            | A     | 57,15 | 74            | 78            | 82            | 78            | 95             | 100            | 100            | 95             | 173        |
| DSQ               | RUS Marina Shainova       | A     | 57,93 | 95            | 98            | 98            | 98            | 125            | 128            | 129            | 129            | 227        |

Legenda
| Recorde mundial      | Recorde mundial (World record)               |                       | Recorde africano                      | Recorde africano (African) |                                           | Q | Classificado por posição (Qualified) |
| Recorde olímpico     | Recorde olímpico (Olympic record)            | Recorde da América    | Recorde da América (Americas)         | q                          | Classificado por melhor tempo (Qualified) |   |                                      |
| Melhor marca do ano  | Melhor marca do ano (World leading)          | Recorde asiático      | Recorde asiático (Asian)              | DNS                        | Não largou (Did not start)                |   |                                      |
| Recorde nacional     | Recorde nacional (National record)           | Recorde europeu       | Recorde europeu (European)            | DNF                        | Não terminou (Did not finish)             |   |                                      |
| Recorde pessoal      | Recorde pessoal do atleta (Personal best)    | Recorde da Oceania    | Recorde da Oceania (Oceania)          | DSQ / DQ                   | Desclassificado (Disqualified)            |   |                                      |
| Recorde da temporada | Recorde da temporada do atleta (Season best) | Recorde sul-americano | Recorde sul-americano (South America) | NM                         | Sem marca (No mark)                       |   |                                      |